# 福井市棗小中学校
福井市棗小中学校（ふくいし なつめ しょう・ちゅうがっこう）は、福井県福井市にある公立小学校・中学校の併設校。2017年3月末までは幼稚園を併設し、福井市棗幼小中学校の校名だった。

## 沿革
- 1873年（明治6年）- 小幡小学校（小幡町）・石橋小学校（石橋町）創立
- 1875年（明治8年）- 石橋小学校を明徳小学校に改称、浜別所町に移転
- 1893年（明治26年）- 明徳小学校と白方小学校を統合して石橋小学校を設置
- 1909年（明治42年）- 小幡・石橋、両校を統合して棗尋常小学校を現在地（当時は棗村）に新設
- 1912年（明治45年）- 棗尋常高等小学校と改名
- 1939年（昭和14年）- 棗幼稚園創立
- 1941年（昭和16年）- 棗国民学校と改名
- 1947年（昭和22年）- 棗小学校と改名 棗中学校創立
- 1953年（昭和28年）- 体育館（講堂）落成
- 1955年（昭和30年）- 町村合併により、川西町立となる 中学校校舎落成
- 1960年（昭和35年）- 棗景図書館（独立図書館）竣工
- 1967年（昭和42年）- 福井市に編入し、福井市立となる
- 1968年（昭和43年）- 小学校鉄筋3階建て校舎新設 中学校に寄宿舎設置
- 1972年（昭和47年）- プール新設 給水塔移転
- 1974年（昭和49年）- 給食室、寄宿舎鉄筋二階建て新築落成
- 1979年（昭和54年）- 体育館新築落成
- 1987年（昭和62年）- 中学校校舎改築（鉄筋3階建て）
- 1993年（平成5年） - 小学校校舎全面改装
- 1998年（平成10年）- CAI室にインターネット対応パソコン設置 ホームページ開設
- 2003年（平成15年）- CAI教室パソコン等機器入れ替え
- 2004年（平成16年）- 「二学期制調査研究モデル校」（市教育委員会16・17年度）
- 2005年（平成17年）- 体育館耐震工事完了
- 2008年（平成20年）- 小学校校舎耐震工事
- 2009年（平成21年）- デジタルテレビ・ノートパソコン設置
- 2010年（平成22年）- 図書室エアコン設置
- 2011年（平成23年）- 幼小中学校教室エアコン設置[1]
- 2017年（平成29年）- 3月末で棗幼稚園が閉園し、棗保育園との統合による公立認定こども園に移行[1][2]、4月1日より校名を福井市棗小中学校に変更